# Impeckable
Impeckable je sedmé album skupiny Budgie. Bylo vydáno v lednu roku 1978 u A&M Records. Zatím neexistuje remasterovaná verze tohoto alba.

## Seznam stop
1. Melt The Ice Away – 3:33
2. Love For You And Me – 4:04
3. All At Sea – 4:21
4. Dish It Up – 4:21
5. Pyramids – 4:22
6. Smile Boy Smile – 4:31
7. I'm A Faker Too – 4:48
8. Don't Go Away – 4:56
9. Don't Dilute The Water – 6:12

## Obsazení
- Burke Shelley - baskytara, zpěv
- Tony Bourge - kytara
- Steve Williams - bicí, perkuse, zpěv

- Produkce Budgie,Richard Manwaring a Bob Leth